# The Dalles
The Dalles (kiejtése: dælz; korábban Dalles majd Wascopum) az Amerikai Egyesült Államok északnyugati részén, Oregon állam Wasco megyéjében elhelyezkedő város, a megye székhelye. A 2020. évi népszámlálási adatok alapján 16 010 lakosa van.

## Története
A térség az őslakosok jelentős kereskedőhelye volt. A település nevét a francia dalle kifejezésről kapta, amely a közeli bazaltsziklákra utal.

### Szőrmekereskedők
A Dalles név először Gabriel Franchère szőrmekereskedő 1814. augusztus 12-ei feljegyzésében szerepelt. A régióban az 1810-es években a Pacific Fur Company és a North West Company is aktív volt. Az 1812-es brit-amerikai háború következtében a Pacific Fur Companyt felszámolták, vagyontárgyai pedig a North Westhez kerültek; utóbbi céget 1821-ben a Hudson’s Bay Company vásárolta fel.

### Metodista misszió
1838-ban Jason Lee csoportja metodista missziót alapított, melynek helyén a hadsereg 1850-ben őrhelyet létesített. Az 1855-ös háborút követően az itt élő őslakosokat a Warm Springs-i indián rezervátumba telepítették át.

### Amerikai telepesek
Az 1840-es évektől jelentős számú telepes érkezett a térségbe. A Columbia folyóban végződő szakadékok miatt a Willamette-völgybe 1846-ig csak vízi úton lehetett eljutni.
A posta 1851-ben nyílt meg. The Dalles 1857-ben kapott városi rangot. A Kongresszus 1864-ben fedezetet biztosított egy pénzverde létesítésére. Az épületet 1870-ben bezárták és az állam rendelkezésére bocsátották; azóta sörfőzdeként működik.

### Radzsnís-mozgalom
A Radzsnís-mozgalom Antelope közelében 1981-ben alapította meg Rajneeshpuramet, amelyet 1984-ben Rajneesh-re neveztek át. A szervezet tagjai a megyei választások befolyásolása érdekében a törvényszék épületének felületét szalmonellavírussal fertőzték meg; ennek következtében tíz étteremben 751-en fertőződtek meg. Az eset miatt 1985-ben a mozgalom összeomlott.

### 1950-től
A gát 1957-ben épült. A Bonneville Power Administration elektromos alállomását 1970-ben adták át.
Az 1982-ben Linda és Dick Koehl farmján született göndör szőrű macskából tenyésztették a világszerte népszerű LaPerm fajtát.
2018-ban Terry A. Davis, a TempleOS operációs rendszer megalkotója Portlandből három nap alatt The Dallesbe sétált, azonban egy vonat elütötte, és belehalt sérüléseibe.

## Éghajlat
A város éghajlata mediterrán (a Köppen-skála szerint Csb).
| Hónap                                            | Jan.  | Feb.  | Már.  | Ápr. | Máj. | Jún. | Júl. | Aug. | Szep. | Okt. | Nov.  | Dec.  | Év    |
| ------------------------------------------------ | ----- | ----- | ----- | ---- | ---- | ---- | ---- | ---- | ----- | ---- | ----- | ----- | ----- |
| Rekord max. hőmérséklet (°C)                     | 22,0  | 21,0  | 27,0  | 35,0 | 42,0 | 48,0 | 44,0 | 43,0 | 41,0  | 34,0 | 22,0  | 19,0  | 48,0  |
| Átlagos max. hőmérséklet (°C)                    | 5,7   | 8,9   | 13,9  | 18,0 | 22,7 | 26,2 | 30,8 | 30,7 | 26,7  | 18,7 | 10,0  | 4,6   | 18,1  |
| Átlagos min. hőmérséklet (°C)                    | −0,6  | −0,1  | 2,6   | 5,3  | 9,2  | 12,7 | 15,8 | 15,3 | 10,9  | 5,7  | 1,8   | −1,0  | 6,5   |
| Rekord min. hőmérséklet (°C)                     | −26,0 | −20,0 | −12,0 | −5,0 | −2,0 | 3,0  | 4,0  | 6,0  | −2,0  | −9,0 | −18,0 | −21,0 | −26,0 |
| Átl. csapadékmennyiség (mm)                      | 65    | 41    | 30    | 17   | 15   | 10   | 4    | 6    | 12    | 25   | 54    | 69    | 348   |
| Forrás: Nemzeti Óceán- és Légkörkutatási Hivatal |       |       |       |      |      |      |      |      |       |      |       |       |       |

## Népesség
A település népességének változása:

| 2010 | 13 620 |
| 2020 | 16 010 |

## Gazdaság
2006-ban a Google a bőséges vízenergia miatt a két épületből és kettő, egyenként négy emelet magas hűtőtoronyból álló Project 02 adatközpont építésébe kezdett. Ígéretük szerint a kivitelezés több száz, a későbbiekben az adatközpont pedig kétszáz munkahelyet teremtene. 2013-ban 150 főt alkalmaztak.

## Oktatás
A város közoktatási intézményeinek fenntartója az Észak-Wasco megyei Tankerület. Itt van a Columbia-szurdoki Közösségi Főiskola székhelye.

## Média

### Rádióadók
A településről sugárzó csatornák:
- KQHR (klasszikus zene)
- KAWZ (vallási)
- KOTD (közszolgálati)
- KLOV (keresztény zene)
- KMSW (klasszikus rock)
- KACI (slágerek)
- KCGB (kortárs zene)
- KODL (country)
- KJYV (vegyes zene)
- KYYT (mexikói)
- KGTS (egyetemi)
- KZAS (spanyol)

### Televízióadók
- K34KE-D (a KGW hírcsatorna átjátszója)
- K23OV-D (a KOIN hírcsatorna átjátszója)

### Újságok
- Columbia Gorge News[29]
- Columbia Community Connection[30]

## Könyv
Ken Kesey Száll a kakukk fészkére című regényének narrátora The Dallesből származik.

## Film
Az 1986-os Penalty Phase című filmet The Dallesben és térségében forgatták.

## Nevezetes személyek
- Alan Embree, baseballjátékos[33]
- Greg Walden, politikus[34]
- H. L. Davis, Pulitzer-díjas regényíró[35]
- Homer D. Angell, politikus[36]
- Ken Dayley, baseballjátékos[37]
- Jennifer Lyon, valóságshow-szereplő[38]
- John Callahan, képregényrajzoló[39]
- Lefty Bertrand, baseballjátékos[40]
- Philip Whalen, költő[41]
- Shemia Fagan, Oregon államminisztere[42]
- Todd Nelson, teniszező[43]
- Wilma Roberts, fotóművész[44]

## Testvérváros
- Mijosi (Tokusima), Japán[45]

## Fordítás
- Ez a szócikk részben vagy egészben  a   The Dalles, Oregon című angol Wikipédia-szócikk ezen változatának fordításán alapul.  Az eredeti cikk szerkesztőit annak laptörténete sorolja fel. Ez a jelzés csupán a megfogalmazás eredetét és a szerzői jogokat jelzi, nem szolgál a cikkben szereplő információk forrásmegjelöléseként.